# Virginia
Virginia er en delstat i USA, der normalt regnes som den nordligste sydstat. Statens hovedstad er Richmond, mens Virginia Beach er den største by. Virginia har omkring 8.631.393(2020) indbyggere.
Virginia er blandt andet kendt for sin tobak, men producerer også en del virginiavin, der dog hovedsageligt sælges lokalt.
Virginia blev optaget som USA's 10. delstat den 25. juni 1788. Delstaten er blandt andet kendt som "Præsidenternes Moder" da flere amerikanske præsidenter er født her end i noget anden delstat.

## Historie
Da Virginia blev en engelsk koloni, boede der en række oprindelige amerikanske stammer i området, bl.a. cherokee, chickahominy, mattaponi, meherrin, nansemond, pamunkey, powhatan og rappahannock.
Spanske opdagelsesrejsende nåede Chesapeake Bay-regionen, og i 1584 blev området udforsket af Walter Raleigh. Elizabeth 1. af England gav hele området navnet Virginia, som kom til at gælde for hele kystområdet fra South Carolina til Maine. Den første engelske bosættelse i den Nye Verden, Jamestown, grundlagdes i 1607 og blev opkaldt efter kong James I. Byen var hovedstad i Virginia-kolonien indtil 1698, hvor statsforsamlingen brændte ned, og hovedstaden blev herefter flyttet til byen Williamsburg, opkaldt efter kong William III. Området fik sit tilnavn The Old Dominion af kong Charles II på grund af Virginias loyalitet over for kronen under den engelske borgerkrig.
Under USA's uafhængighedskrig blev hovedstaden flyttet til Richmond i 1780 af guvernøren, Thomas Jefferson, som var nervøs for, at Williamsburgs beliggenhed gjorde byen sårbar over for et britisk angreb. I 1781 besejrede amerikanske tropper briterne ved slaget ved Yorktown, hvilket afstedkom britisk overgivelse og førte til krigens ophør og koloniernes selvstændighed.
I 1788 blev Virginia en del af USA.
Virginia var en af delstaterne, som brød ud af Unionen den 17. april 1861 og handlede selvstændigt, indtil Virginia blev en del af Amerikas Konfødererede Stater under den amerikanske borgerkrig. I 1863 rev 48 amter mod nordvest, som var forblevet trofaste over for Unionen, sig løs og dannede delstaten Kanawha, som senere blev til delstaten West Virginia Flere slag blev udkæmpet på Virginias territorium end nogen andre steder i USA under borgerkrigen, og byen Richmond fungerede som hovedstad for Amerikas Konfødererede Stater. Virginia blev formelt igen en delstat i USA den 26. januar 1870.

## Politik
Den nuværende guvernør i Virginia er Glenn Youngkin fra det Republikanske Parti. Virginias parlamentsbygning i Richmond blev tegnet af Thomas Jefferson, og dens grundsten blev lagt i 1785.
Det demokratiske parti sad solidt på magten i Virginia i første halvdel af det 20. århundrede, men mistede ligesom i andre sydstater fodfæstet i takt med partiets drejning mod venstre. I 1970 fik delstaten sin første republikanske guvernør i samme århundrede. Virginia har også stemt for en republikansk kandidat ved de fleste præsidentvalg siden 1952, undtagen ved de to seneste valg i 2008, 2012 og 2020 samt ved et demokratisk jordskredsvalg i 1964 da sydstatsmanden Lyndon Johnson blev valgt som præsident. Virginia var til gengæld den eneste sydstat, der stemte for Gerald Ford og ikke Jimmy Carter ved valget i 1976.
Men på det seneste har demokraterne altså igen fået flere stemmer i Virginia, som nu betragtes som en svingstat. Demokraterne opnåede flertal i delstatens Senat i 2007, men i 2014 fik republikanerne igen et snævert flertal. I delstatens andetkammer, House of Delegates, har republikanerne til gengæld bevaret et solidt flertal på over to tredjedele. Ved præsidentvalget i 2004 opnåede John Kerry en stemmeandel på 45,48%, den højeste andel for demokraterne siden 1976, hvorefter Barack Obama som nævnt vandt flertal i delstaten ved de to følgende valg. Det nordlige Virginia nær Washington, DC stemmer typisk demokratisk, mens de landlige områder, der engang var demokraternes højborg, fortrinsvis stemmer på republikanerne.
Ved midtvejsvalget i 2006 opnåede demokraterne at få én af Virginias to pladser i USA's Senat, hvilket sikrede et demokratisk flertal på nationalt plan også i Senatet. Allerede to år senere, i 2008, tabte republikaneren John Warner den anden senatspost til forhenværende guvernør Mark Warner, så demokraterne nu har begge delstatens poster i Senatet. Demokraterne har 7 ud af delstatens 11 pladser i Repræsentanternes Hus.

## Geografi
Virginia grænser til West Virginia, Maryland, og District of Columbia (på den anden side af Potomac-floden) mod nord, til Chesapeake Bay og Atlanterhavet mod øst, til North Carolina og Tennessee mod syd og til Kentucky og West Virginia mod vest.
Bugten Chesapeake Bay deler delstaten og en eksklave befinder sig på bugtens østlige side. Bjergene Blue Ridge Mountains ligger mod vest.
Virginias langstrakte form fra øst mod vest betyder, at byområderne i det nordlige Virginia ligger tættere på New York og New England end på delstatens sydvestlige hjørne, som til gengæld ligger tættere på otte andre delstaters hovedstæder end på Virginias hovedstad, Richmond.
Virginia har én nationalpark: Shenandoah National Park.

### Klima
Klimaet er mildt sammenlignet med andre områder i USA. Området øst for bjergkæden Blue Ridge har et subtropisk klima, mens området vest for bjergene har et fastlandsklima. Der er dog betydelige variationer, idet højden går fra 0 meter ved Atlanterhavet til 1.746 m på toppen af Mount Rogers. Havet har med indflydelsen fra Golfstrømmen typisk en mildnende effekt, men giver dog også risiko for orkaner. Omvendt giver kolde luftstrømme fra bjergene en modsat effekt, uden at sne dog er særlig normalt i kystområderne. Der er gennemsnitligt 2 tornadoer om året.

### Større byer
Richmond er Virginias hovedstad, og Stor-Richmond har et befolkningstal på mere end 1,2 mio. Virginia Beach er befolkningsmæssigt den største by i delstaten efterfulgt af Norfolk og Chesapeake.

## Økonomi
Ifølge Bureau of Economic Analysis var Virginias bruttodelstatsprodukt 326,6 mia USD i 2004 og den gennemsnitlige personlige indkomst 35.477 USD.
In 2006 udråbte Forbes Magazine Virginia som den delstat, der havde det bedste erhvervsklima grundet delstatens økonomiske vækst, erhvervsomkostninger og livskvalitet.
Virginias økonomi er balanceret med forskellige indtægtskilder. Delstaten har bl.a. militære installationer, kvægavl, tobaks- og jordnøddedyrkning, og soja blev for nylig den mest udbyttegivende afgrøde. Vingårde, bl.a. langs Blue Ridge Mountains er blevet stadig mere populære. Det nordlige Virginia, som en gang blev regnet som centrum for statens mælkeproduktion, er nu hjemsted for software, kommunikation, konsulentvirksomhed, forsvarsindustri, diplomati og et antal statslige forvaltninger. Amterne Loundon County og Fairfax County i det nordlige af delstaten var de 2 amter, der havde de højeste medianindkomster pr. husholdning i 2006 i hele USA.
Virginia, som blev anset for den rigeste sydstat før borgenkrigen, kom sig over borgenkrigen og den store depression hurtigere end resten af syden. Også i dag er Virginia en af de mest velstående delstater i syden.
Blandt offentlige myndigheder, som har deres hovedkvarterer her, er CIA og USA's forsvarsministerium. Der anvendes mange offentlige midler i det nordlige Virginia, især på militærindustri. Byområdet Hampton Roads bruges ekstensivt af bl.a. USA's flåde såvel som USA's luftvåben og NASA, og det har den største koncentration af militære baser og faciliteter i noget byområde i verden.
Ifølge foreningen American Electronics Association har Virginia den højeste koncentration i USA af teknologiarbejdere. Computerchips blev delstatens vigtigste eksportvare i 2006 efter de traditionelle eksportvarer kul og cigaretter.

## Demografi
I 2013 havde Virginia en anslået befolkning på 8.260.405, hvilket var en stigning på 3,2% i forhold til 2010. I 2006 var 8,14% af befolkningen født i udlandet.

### Ophav
De største ophavsgrupper i Virginia er: afro-amerikanere (19,6%), tysk-amerikanere (11,7%), amerikanere (11,2%), engelsk-amerikanere (11,1%) og irsk-amerikanere (9,8%).
Eftersom Virginia var den største og rigeste koloni, var ca. halvdelen af befolkningen i kolonitiden sorte slaver, som arbejdede i tobaks-, bomulds- og hampeplantager. I begyndelsen kom disse slaver fra det vestlige Centralafrika, især Angola. I det 18. århundrede nedstammede halvdelen af de sorte dog fra diverse etniske grupper fra regionen omkring Niger-deltaet i det nuværende Nigeria. Den store migration blandt afro-amerikanerne fra det landlige syd til det urbaniserede nord formindskede dog de sortes andel af Virginias befolkning til ca. 20%.
I dag bor afro-amerikanerne mest i de østlige og sydlige områder, hvor plantagedrift var mest udbredt. De vestlige bjerge er mest befolket af folk med britisk ophav. Personer med tysk oprindelse findes i større antal i de nordvestlige bjerge og i Shenandoah Valley. Som følge af nylig indvandring er der en stærkt stigende befolkning med centralamerikansk og asiatisk baggrund i Virginias forstæder til Washington D.C.

### Religion
De religiøse tilhørsforhold blandt indbyggerne i Virginia er:
- Kristne – 69%
  - Protestanter – 49%
    - Baptister – 30%
    - Metodister – 7%
    - Anglikanere – 3%
    - Presbyteriane – 3%
    - Lutheranere – 2%
    - Pinsebevægelsen – 2%
    - Andre protestanter – 2%

  - Katolikker – 14%
  - Andre kristne – 13%
- Jøder – 1%
- Muslimer – 1%
- Andre religioner – 4%
- Ikke-religiøse – 12%[8]